# Sony SLT-A77
Sony SLT-A77 (Sony α77) — цифровой системный фотоаппарат компании Sony, который был флагманской моделью семейства SLT и наиболее технически оснащённой фотокамеры Sony до появления Sony SLT-A99 в конце 2012 года. Фотоаппарат представлен 24 августа 2011 года и поступил в продажу в октябре 2011.
SLT-A77 стал значительным шагом в развитии концепции фотоаппаратов с неподвижным полупрозрачным зеркалом, получив крупный и яркий электронный видоискатель с разрешением 2,4 млн пикселей, возможность съёмки со скоростью до 12 кадров в секунду, а также новый КМОП-сенсор с рекордным для формата APS-C разрешением 24 млн пикселей. В числе других технических особенностей — система стабилизации сенсора, встроенный GPS-приёмник, 19-точечная система фокусировки, пылевлагозащищённый корпус и обладающий тремя степенями свободы ЖК-дисплей.
Объектив крепится к фотоаппарату с помощью байонета и поддерживает все объективы как с байонетом  А производства Sony, так и выпускавшиеся ранее компанией Minolta (Minolta AF).
Модель предназначена для опытных любителей и энтузиастов фотографии.
В мае 2014 года была представлена и в июне поступила в продажу модель следующего поколения Sony SLT-A77M2 (ILCA-77M2).

## История
В 2004 году компания Konica Minolta выпустила свой первый цифровой зеркальный фотоаппарат — Konica Minolta Dynax 7D, ставший первым в мире системным фотоаппаратом с функцией стабилизации сенсора, затем в 2005 году Konica Minolta Dynax 5D. В 2006 году фотографическое подразделение компании было приобретено корпорацией Sony и на основе последней модели Konica Minolta вышла камера Sony Alpha DSLR-A100, а в конце 2007 года была представлена флагманская модель семейства Alpha — Sony Alpha DSLR-A700, которая считается преемником модели Dynax 7D.
Два года спустя A700 была снята с производства, и на протяжении двух лет в модельном ряду зеркальных фотоаппаратов Sony был разрыв между любительскими моделями и дорогими Sony Alpha DSLR-A900 и A850, оснащёнными полноформатным сенсором. Ситуацию с отсутствием в семействе Alpha фотоаппарата для искушённых пользователей, наследника A700, Масаси Имамура, президент бизнес-подразделения потребительской фото-, видео- и аудиопродукции (Personal Imaging & Sound Business Group), прокомментировал следующим образом. В разработке фототехники компания сделала ставку на собственные передовые технологии, одна из которых — полупрозрачное зеркало. Поскольку наследник A700 должен превосходить конкурентов, его появление задерживалось до тех пор, пока компания не сможет обеспечить должный уровень.
Ключевым недостатком технологии SLT является отсутствие оптического видоискателя, поскольку отбираемый полупрозрачным зеркалом поток света недостаточен для обеспечения яркого изображения и может использоваться только для работы датчиков экспозамера и фокусировки методом сдвига фазы. Фотограф визирует изображение либо по ЖК-дисплею на задней панели, либо с помощью электронного видоискателя, который, хотя и обеспечивает 100-процентный охват, характеризуется задержками и невысоким разрешением. Благодаря использованию нового OLED-дисплея с разрешением 1024 × 768 (2,4 млн пикселов, по 800 тыс. каждого из трёх RGB-цветов) видоискатель даёт крупное и яркое изображение, сравнимое с таковым в полноформатном зеркальном фотоаппарате A900, с приемлемым разрешением и уровнем задержек.
Sony α77 был представлен 24 августа 2011 года одновременно с моделью α65 (SLT-A65), которая является упрощённой версией α77. Вместе с этими двумя камерами общее число моделей в семействе SLT достигло пяти. SLT-A77 компания называет преемником фотоаппарата DSLR-A700.

## Конкуренты
В 2004 году, на момент появления Konica Minolta Dynax 7D, рынок цифровых зеркальных фотоаппаратов ещё не был достаточно сегментирован, и новая модель конкурировала с более или менее близкими по характеристикам аппаратами других производителей. При этом наиболее очевидным конкурентом был представленный месяцем ранее Canon EOS 20D, весьма похожий по характеристикам и рекомендуемой стоимости. Для Sony DSLR-A700 таким же прямым конкурентом стал Canon EOS 40D.
С учётом изменения позиционирования «двузначной» серии Canon EOS, прямым конкурентом для SLT-A77 (рекомендуемая стоимость в США — 1400 долларов) являются Nikon D7000 и Pentax K-5.
Nikon D7000 с рекомендуемой розничной ценой в США 1200 долларов обладает 39 датчиками автофокуса (из которых 9 крестовых) и скоростью съёмки 6 кадров в секунду. Разрешение сенсора — 16 млн пикселов.
Pentax K-5 в августе 2011 продавался в США за 1200—1300 долларов при рекомендуемой стоимости 1600 долл. Оснащённый тем же сенсором, что и Nikon D7000, этот фотоаппарат обладает системой стабилизации сенсора. Количество датчиков автофокуса — 11 (9 крестовых), скорость съёмки — 7 кадров в секунду.
Из моделей семейства Canon EOS к A77 ближе Canon EOS 7D. При рекомендуемой стоимости 1700 долларов в августе он предлагался в США за 1600. Благодаря использованию носителя CompactFlash обеспечивает неограниченную по длительности съёмку в JPEG при максимальной скорости (8 кадров в секунду). Разрешение 18 млн пикселов было рекордным до появления α77. 19 датчиков автофокуса, все крестовые.
Olympus E-5 стоил 1500—1600 долларов при рекомендуемой цене 1700 долл. Есть стабилизация сенсора; количество снимков при серийной съёмке в JPEG не ограничено. При этом скорость съёмки составляет 5 кадров в секунду, разрешение сенсора — 12 млн пикселов, кроп-фактор — 2.

## Достоинства и недостатки
К безусловным достоинствам A77 следует отнести сенсор с разрешением 24 млн пикселов; лучшие среди конкурентов по этому показателю — модели «Кэнон», 18 млн пикселов. При этом несмотря на высокое разрешение, A77 обеспечивает скорость съёмки 12 кадров в секунду в режиме АЭ с замером экспозиции и автофокусировкой перед каждым кадром и 8 кадров в секунду без ограничения на параметры съёмки.
Во время записи видео пользователь может активировать систему стабилизации матрицы, при использовании автофокусной оптики.
Ни одна из конкурирующих с A77 моделей не имеет встроенного модуля GPS. Стабилизацией сенсора, помимо фотоаппартов «Сони», оснащены только модели «Пентакса» и «Олимпуса». Только A77 обладает дисплеем с тремя степенями свободы. Кроме того, ни одна из моделей других марок не позволяет снимать видео в разрешении 1920 × 1080 с частотой 60 кадров/с и с фазовым автофокусом.
Электронный видоискатель обеспечивает одновременно крупное и яркое изображение, сравнимое с изображением в оптическом видоискателе полноформатных камер. Кроме того, он позволяет заранее увидеть ошибки экспозиции.
SLT-A77 — самая лёгкая модель в классе (732 г). Она легче Canon EOS 60D (755 г) и заметно более компактного Pentax K-5.(740 г).
К недостаткам можно отнести то, что из-за высокого разрешения сенсора невелико число снимков, которое можно получить в режиме серийной съёмки даже при записи только файлов в формате JPEG. При скорости 8 или 12 кадров в секунду можно сделать лишь 13 снимков в формате JPEG (наилучшее качество). Для сравнения, Pentax K-5 позволяет сделать 24 снимка, Nikon D7000 — 22, а Canon и Olympus — неограниченное количество. Это связано с тем, что максимальная скорость съёмки в серии у конкурентов ниже. Количество снимков в серии при съёмке в формате RAW или RAW + JPEG (13 и 11, соответственно), у A77 сравнимо с конкурентами.
Кроме того, у A77 самое маленькое время работы от аккумулятора (470 снимков по методике CIPA при использовании электронного видоискателя и 530 — при работе с ЖК-дисплеем). Это существенно меньше, чем у конкурентов: от 800 у Canon EOS 7D и выше.(1100 у Canon EOS 60D).

## Комплект поставки

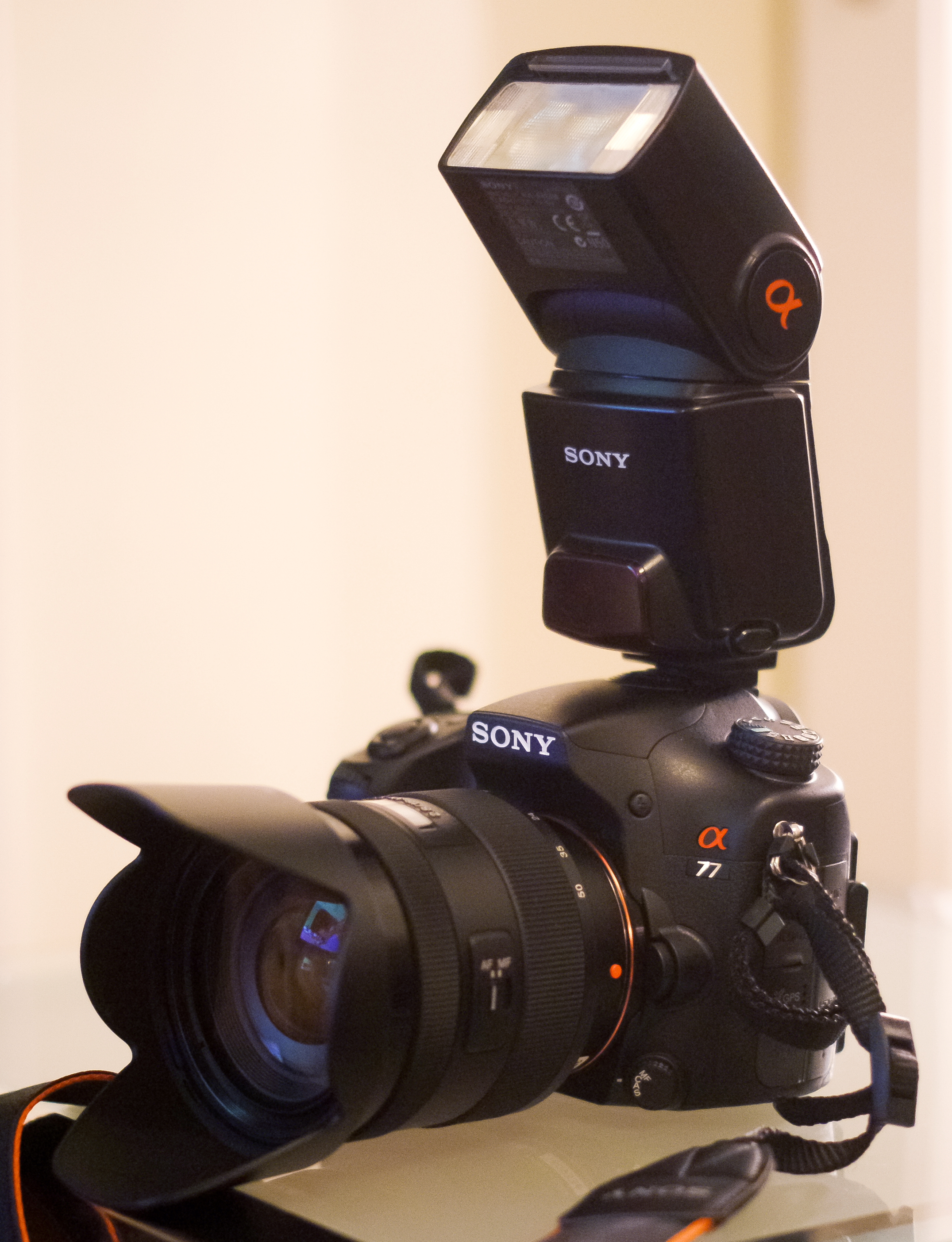

Sony SLT-A77 будет предлагаться в трёх основных вариантах комплектации:
- без объектива (SLT-A77),
- с объективом DT 18-55mm F/3.5-5.6 SAM (SLT-A77VK),
- с объективом DT 16-50mm F2.8 SSM (SLT-A77VQ).

На некоторые рынки будут поставляться модели без поддержки GPS, в их артикулах отсутствует литера V: SLT-A77, SLT-A77K, SLT-A77Q.
В комплект поставки входят аккумулятор NP-FM500H, зарядное устройство, USB-кабель, шейный ремень, диск с программным обеспечением (Picture Motion Browser, Image Data Converter SR, Image Data Lightbox SR) и драйверами. В комплект SLT-A77V входит также крышка байонета.
Рекомендованная стоимость в США составит 1400 долларов за версию без объектива в комплекте, что на 500 долларов дороже модели SLT-A65 без объектива. Версия с объективом DT 16-50mm F2.8 SSM будет стоить ориентировочно 2000 долларов. Цена на российском сайте «Сони» в октябре 2011 составляла 53 899 рублей за версию без объективов, 56 899 за версию с объективом, DT 18-55mm 77 899 рублей за вариант с объективом DT 16-50mm.

## Микропрограмма
Обновление микропрограммы может быть произведено пользователем самостоятельно. Поддерживаются операционные системы Microsoft Windows начиная с XP Service Pack 3 и Mac OS X версии 10.5 и выше.
Первые фотоаппараты поступили в продажу с микропрограммой версии 1.02. 13 октября 2011 года была предложена для самостоятельного обновления версия 1.03. В этой версии увеличена скорость переключения между электронным видоискателем и ЖК-дисплеем, а также улучшена реакция на нажатие кнопки Fn и управление камерой с помощью переднего и заднего колеса. Кроме того, добавлена поддержка макровспышки HVL-MT24AM.. 29 ноября 2011 выпущена версия 1.04, включающая в себя поддержку ещё двух объективов и улучшения в эргономике, качестве изображения и скорости отклика.
29.03.2012 было сообщено о выходе версии 1.05.
17.10.2012 на официальном сайте стало доступно для скачивания обновление версии 1.06
В феврале 2013 появилась прошивка 1.07. С ней камера ещё быстрее включается, лучше фокусируется на светлых областях, более отзывчива в управлении, а также поддерживает коррекцию ещё нескольких объективов.